# Give Me Liberty (2019)
Give Me Liberty ist eine Filmkomödie von Kirill Mikhanovsky, die am 24. Januar 2019 im Rahmen des Sundance Film Festivals ihre Premiere feierte und am 23. August 2019 in die US-Kinos kam.

## Handlung
Als in Milwaukee, der US-amerikanischen Stadt, die am meisten von Rassenunruhen erschüttert wird, ein Aufstand ausbricht, muss sich der junge Krankentransportfahrer Vic entscheiden, ob er eine Gruppe alter Russen zu einer Beerdigung bringt, oder doch eher Tracy hilft, einer jungen Frau mit ALS.

## Produktion
Regie führte der Russe Kirill Mikhanovsky, der gemeinsam mit Alice Austen auch das Drehbuch schrieb. Der in Moskau geborene und aufgewachsene Mikhanovsky emigrierte im späten Teenageralter mit seinen Eltern in die Vereinigten Staaten. Er besetzte einige Rollen ebenfalls mit Russen, so dem in der Sowjetunion geborenen Maxim Stoyanov, der in der Rolle von Dima zu sehen ist, und der ebenfalls in der Sowjetunion geborenen Darya Ekamasova in der Rolle von Sasha, die in der Serie The Americans in der Rolle von Sofia Kovalenko zu sehen war. Die Hauptrolle von Vic wurde mit dem Nachwuchsschauspieler Chris Galust besetzt. Die Schauspielerinnen Zoya Makhlina, Dorothy Reynolds, Sheryl Sims-Daniels und Michelle Caspar gaben mit Give Me Liberty ihr Filmdebüt.
Gedreht wurde der Film in Milwaukee in Wisconsin und damit dem Handlungsort.
Give Me Liberty feierte am 24. Januar 2019 im Rahmen des Sundance Film Festivals seine Premiere. Ab 18. Mai 2019 wurde er im Rahmen der Internationalen Filmfestspiele von Cannes in der Quinzaine des réalisateurs, der Directors’ Fortnight, gezeigt. Ende Juni und Anfang Juli 2019 wurde er beim Filmfest München in der Reihe International Independents gezeigt. Ende Juli und Anfang August 2019 soll er beim Jerusalem Film Festival gezeigt werden. Im August 2019 wurde er beim Melbourne International Film Festival und beim Sarajevo Film Festival vorgestellt. Der US-Kinostart erfolgte am 23. August 2019. Anfang Oktober 2019 wurde er beim London Film Festival vorgestellt. Im November 2019 wurde er beim Filmfestival Cottbus in der Sektion Russkiy Den gezeigt. Im Rahmen des Göteborg International Film Festivals wurde der Film wegen der Coronavirus-Pandemie als Video-on-Demand zur Verfügung gestellt. Die Österreich-Premiere soll im Juni 2021 bei der Diagonale erfolgen.

## Rezeption

### Kritiken
Bislang konnte der Film 89 Prozent aller Kritiker bei Rotten Tomatoes überzeugen und erhielt hierbei eine durchschnittliche Bewertung von 7,1 der möglichen 10 Punkte.
Manohla Dargis von der New York Times schreibt, Give Me Liberty erinnere manchmal an Alexei German, einen russischen Meister des kontrollierten Chaos. Von Szene zu Szene unvorhersehbar, ziehe einen der Film auch wegen der bewegenden Performances und insbesondere der komödiantischen Leistung von Maksim Stoyanov in seinen Bann. Ebenso hebt Dargis  die Whiplash-Kameraarbeit, den abrupten Filmschnitt und die plötzlichen Tonwechsel hervor, aber auch die sachliche Herangehensweise an das Thema Behinderung, einschließlich des tiefgreifenden Austauschs zwischen Vic und einem schwerbehinderten älteren Mann.

### Auszeichnungen
Gotham Awards 2019
- Nominierung als Bester Nachwuchsdarsteller (Chris Galust)

Independent Spirit Awards 2020
- Auszeichnung mit dem John Cassavetes Award
- Nominierung als Bester Debütfilm
- Nominierung für den Besten Filmschnitt (Kirill Mikhanovsky)
- Nominierung als Beste Hauptdarsteller (Chris Galust)
- Nominierung als Beste Nebendarstellerin (Lauren „Lolo“ Spencer)

Jerusalem Film Festival 2019
- Nominierung als Bester Spielfilm (Kirill Mikhanovsky)
- Auszeichnung als Bester Spielfilm mit dem Cummings Award – Spirit of Freedom in Memory of Wim van Leer[13][14]

National Board of Review Awards 2019
- Aufnahme in die Top 10 Independent-Filme[15]

Sundance Film Festival 2019
- Nominierung für den NEXT Innovator Award